# Suncoast
Suncoast är en amerikansk dramafilm som hade premiär den 9 februari 2024 på strömningstjänsten Disney+. Filmen är regisserad av Laura Chinn, som även svarat för filmens manus.

## Handling
Serien kretsar kring en ung som kvinna som måste hantera livet tillsammans med hennes svårt sjuka bror.

## Rollista (i urval)
- Nico Parker – Doris
- Laura Linney – Kristine
- Woody Harrelson – Paul
- Ella Anderson
- Daniella Taylor
- Ariel Martin – Laci
- Matt Walsh
- Keyla Monterroso Mejia
- Scott MacArthur